# Albánchez
Albanchez ist ein Ort und eine spanische Gemeinde in der Comarca Valle del Almanzora der Provinz Almería in der Autonomen Gemeinschaft Andalusien. Die Bevölkerung von Albanchez betrug 2024 aus 682 Einwohnern.

## Geografie
Albanchez liegt im Landesinneren der Provinz Almería in einer Höhe von ca. 465 m. Die Provinzhauptstadt Almería liegt in etwa 55 Kilometer südsüdwestlicher Entfernung.

## Bevölkerungsentwicklung
| Jahr      | 1970 | 1981 | 1991 | 2001 | 2011 | 2021 |
| Einwohner | 1173 | 973  | 682  | 575  | 823  | 726  |

## Sehenswürdigkeiten
- Reste eines Aquädukts (gen. „Los Arcos“)
- Kirche der Wiedergeburt (Iglesia de la Encarnación) aus dem 16. Jahrhundert
- Rochuskapelle (Ermita de San Roque)
- Rathaus

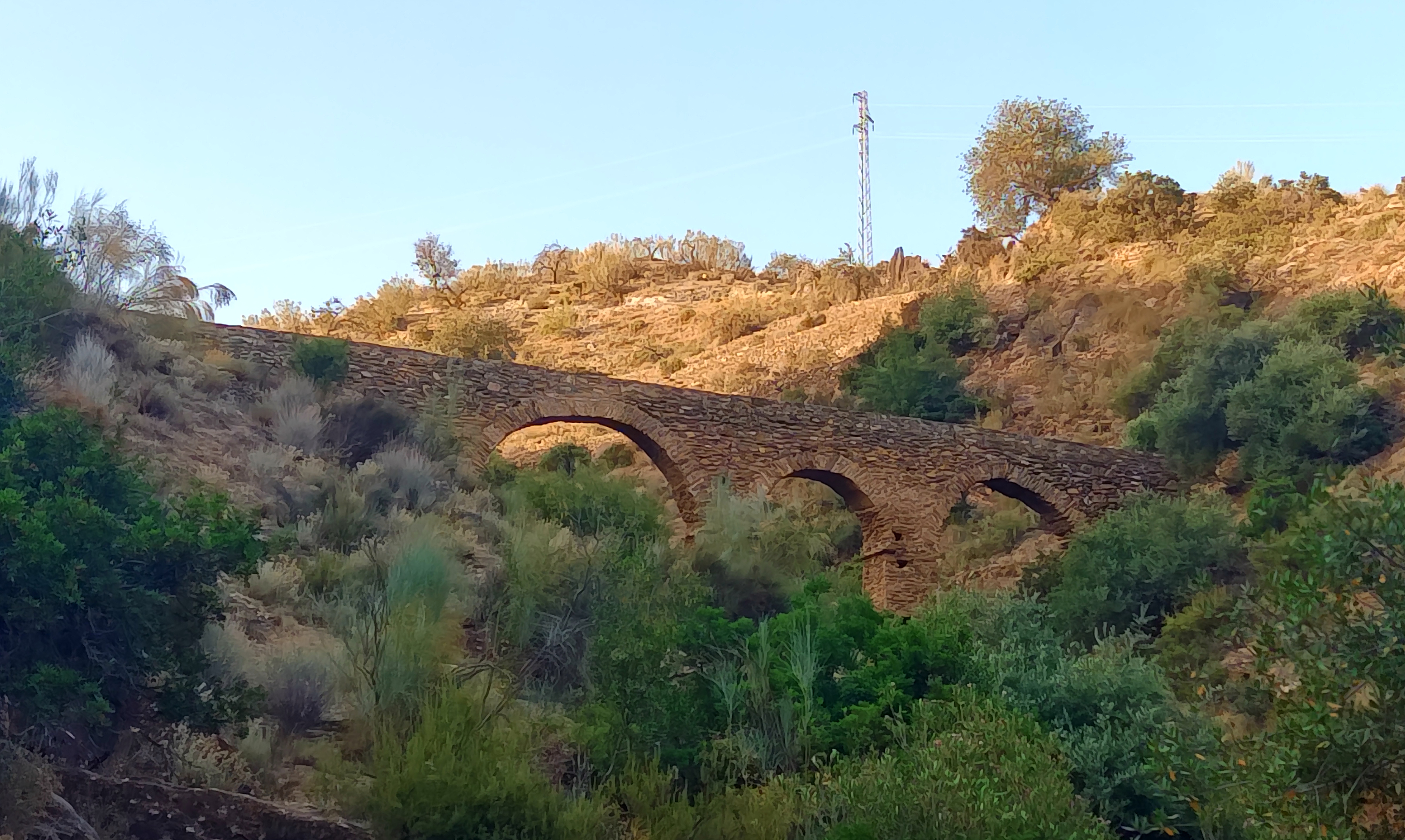
Aquädukt Los Arcos
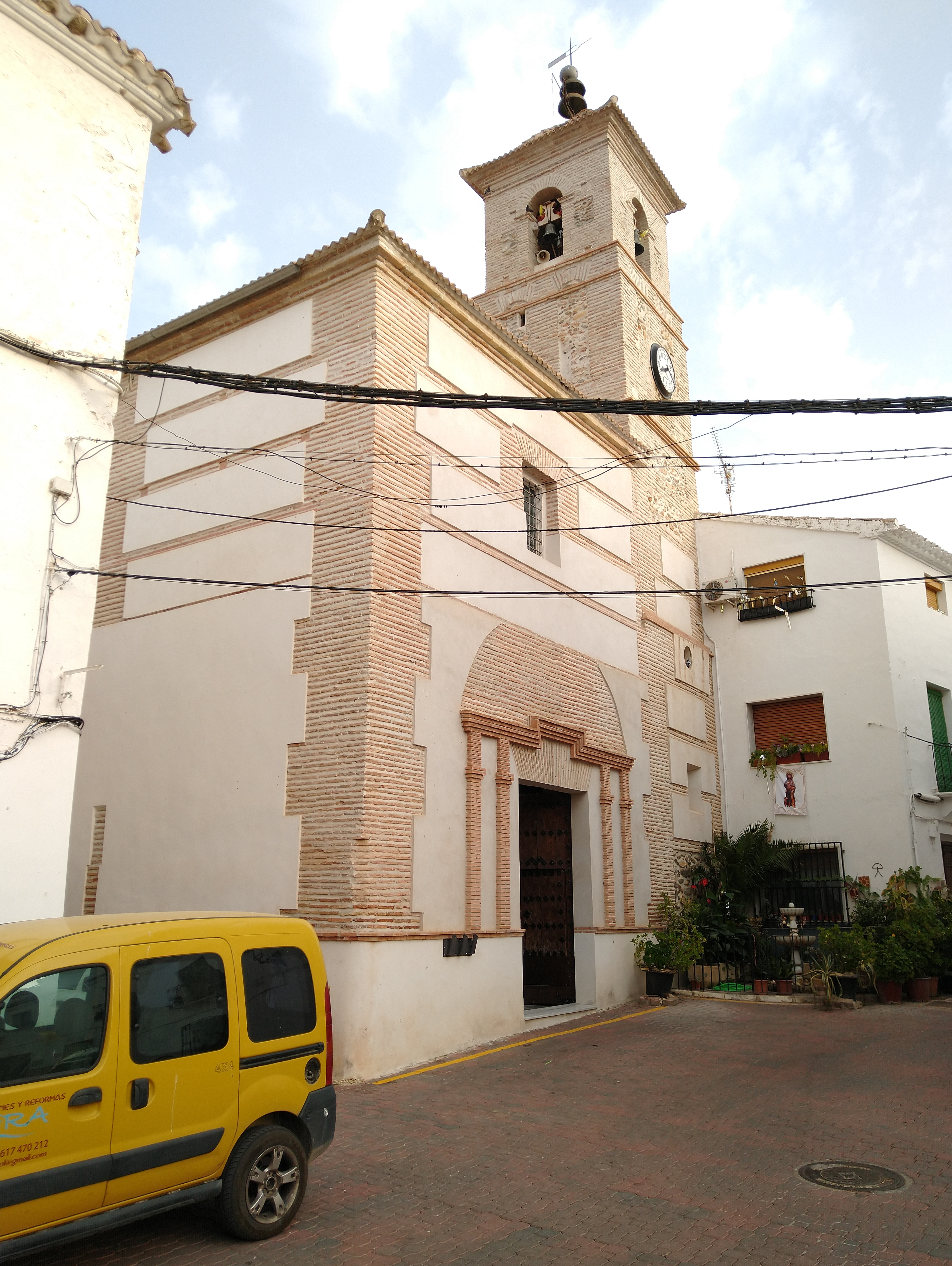
Kirche
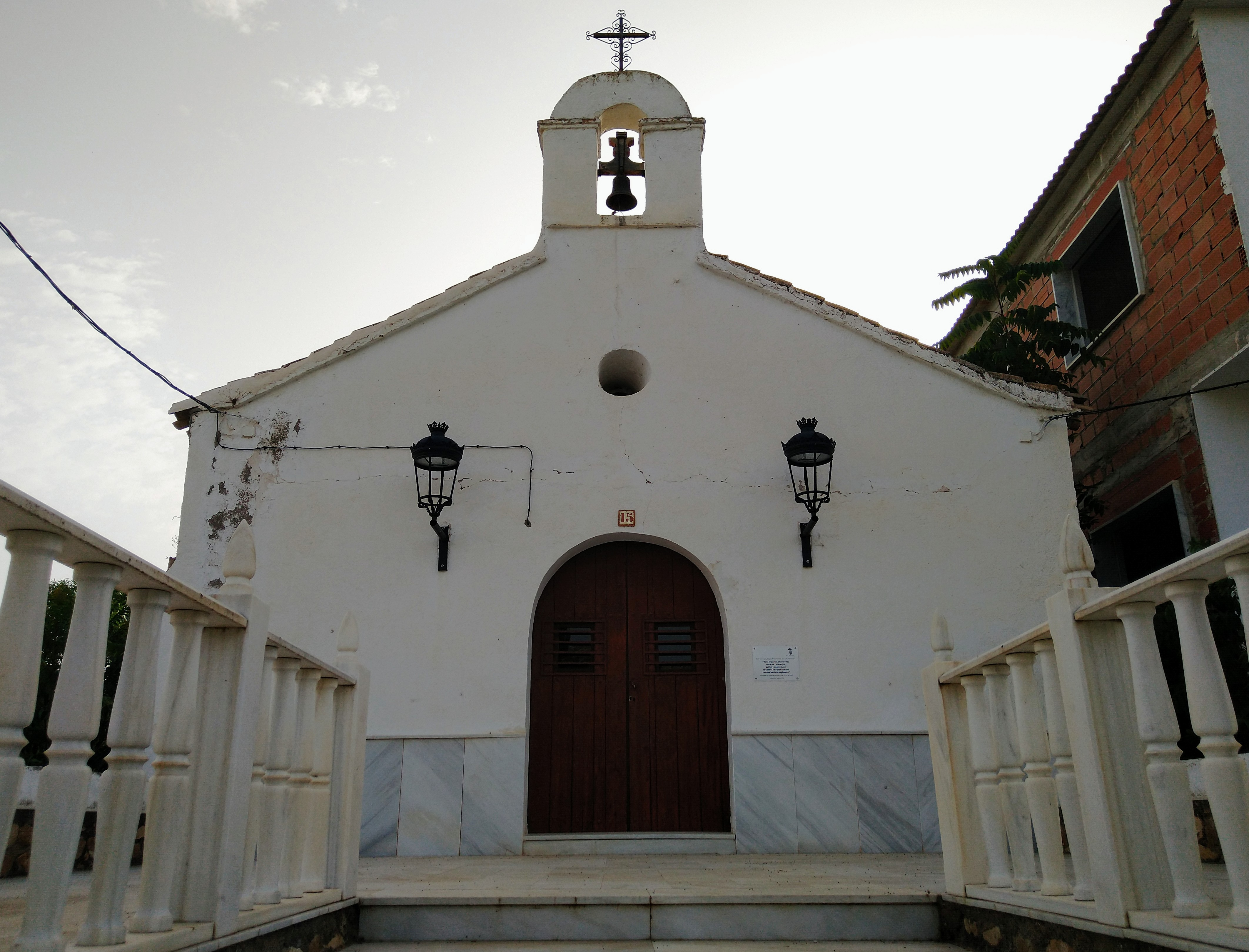
Rochuskapelle
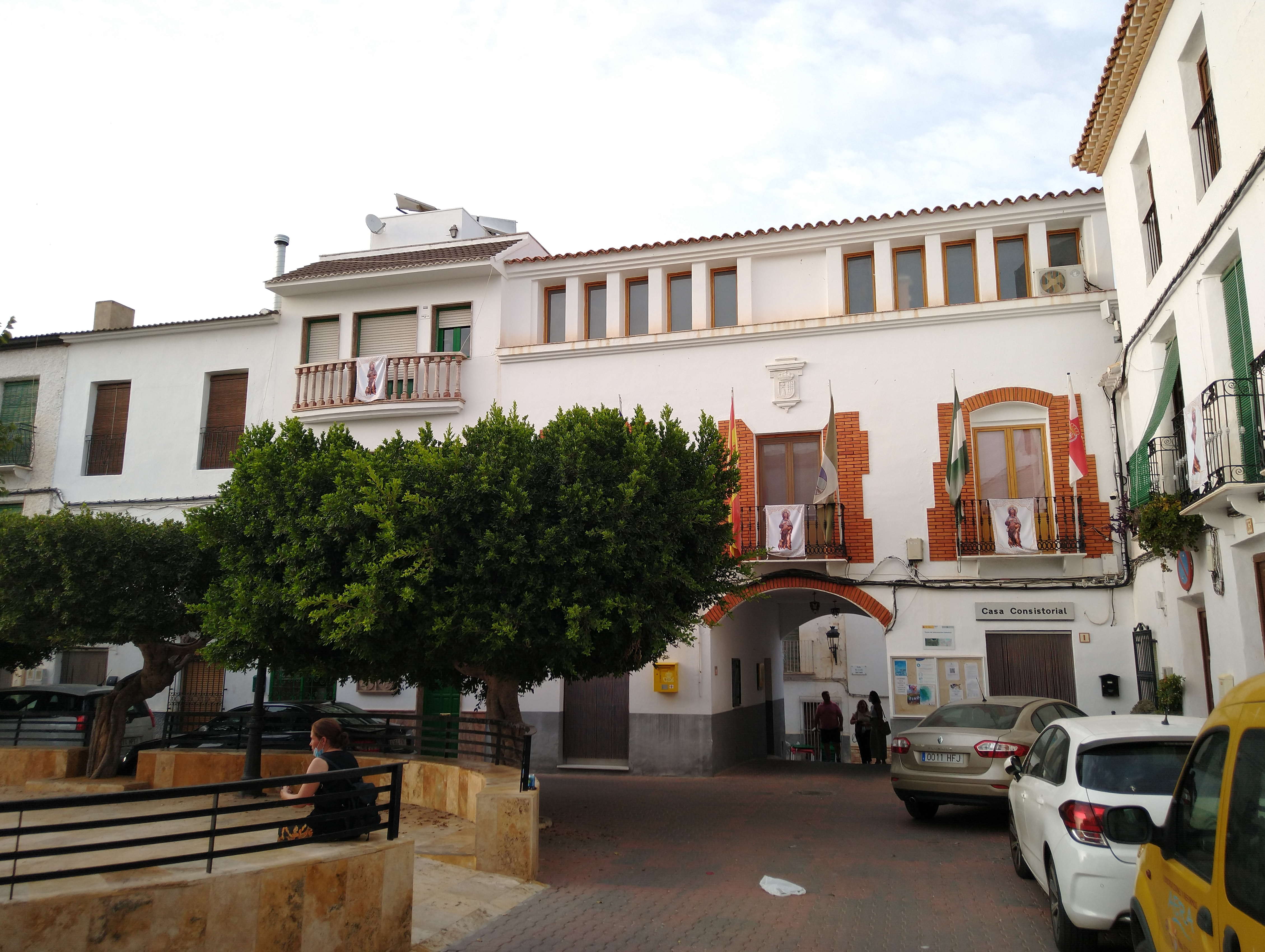
Rathaus